# 哈尔滨工业大学
哈尔滨工业大学（英語：Harbin Institute of Technology），简称哈工大，创建于1920年，隶属中华人民共和国工业和信息化部。哈尔滨工业大学是中华人民共和国顶尖高校之一，是“双一流A类”和原“985工程”、原“211工程”重点建设大学，是一所以理工为主，理、工、文、管、生命相结合，多学科、开放式的研究型高校，为中国C9联盟成员之一，拥有哈尔滨、威海和深圳三大校区，已建成一校三城区的「大哈工大」格局。

## 历史

### 中華民国时期
哈尔滨工业大学始建于1920年。当时中东铁路为东北带来了大量的俄国人，他们主要集中在哈尔滨，其中有大批俄国铁路工程技术人员。俄国技术人员子女也需要接受高等教育，在如此背景下，哈工大成立了。 当时校名为哈尔滨中俄工业学校（俄语授课）。校长为俄国人阿·阿·摄罗阔夫。建校的宗旨是为俄国控制的中东铁路培养工程技术人才，学校按俄国的教育模式办学。 学校设有两个专业，铁路建设和电气机械工程，一律用俄语教学 。1922年4月2日，改名为哈尔滨中俄工业大学校。
1928年2月4日，学校隶属关系发生变化，改由中华民国东省特别区领导，校名也改为东省特别区工业大学。同年10月又改为“哈尔滨工业大学”，由张学良出任学校管理委员会委员长；东北地方政府国民教育部总长刘哲为校长（哈尔滨霁虹桥名由此人题写），为学校历史上第一位中国人校长。
1932年哈尔滨沦陷后至1935年，学校仍为中苏共管，学校机构基本保持不变，但学制改为四年半，办学经费被大幅缩减。
1935年，日本用物资换取了中东铁路苏联一方的产权，学校的教学活动开始向日本教育模式过渡。
1937年，学校建立了电机、机械、化学、采矿、建筑、冶金六个系，所有课程全部为日语授课。1937年开始，学校由中东铁路的日本人铃木正雄任校长，学校通用的都是日语，从助教到教授、校长以至学监等管理人员绝大部分是日本人，许多俄国教师无事可做，最终被辞退 。
1945年，抗日战争胜利后，苏联人又重新获得了学校的管理权，苏联教师又成了学校教学的主导力量。学校参照苏联高校的教学大纲制定了教学计划，在原有建筑系、电机系的基础上增加了交通系。
从1920年建校到1949年，哈工大一直按俄或日式办学，用俄语或日语授课，这使哈工大自建校起就具有鲜明的俄、日特征。

### 中華人民共和國初期

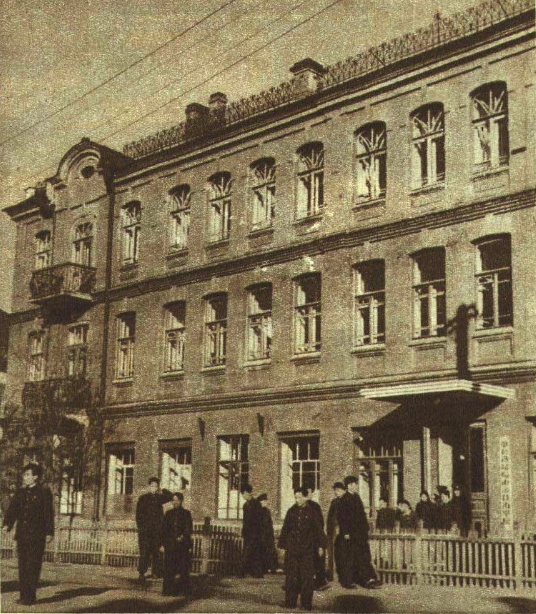
1952年中长铁路管理的哈尔滨工业大学

1950年苏联政府移交中长铁路的同时，将哈尔滨工业大学的管理权移交给中国政府，移交时间6月7日后来被定为哈尔滨工业大学的校庆日。移交时学校仅有师生近700人，绝大多数是前苏联侨民。学校仅有三个系。1949年8月，时任松江省人民政府主席后兼任哈工大移交后首任校长的冯仲云同志（清华大学毕业）委托清华大学钱三强教授在清华大学公开招聘20名助教，开启了全国高校支援哈工大的先河。哈工大首位中方教师为清华大学的陈雨波，担任哈工大土木系助理系主任。大批清华教师教授在这一时期被选派以借调的形式支援哈工大（包括清华大学机械系的潘际銮（中国焊接专业创始人），黄敦（数学力学家），土木系的夏震寰（水利学家，哈工大土木系首任系主任），施熙灿（水利学家），电机系的邓恢煌（后调入哈军工），化工系的徐康（物理化学家），物理系的孙瑞璠等）。按照教育部规定，支援哈工大的教师在3年借调期完毕后均回原校工作，但很多教师后被直接调入哈工大或被调往刚刚成立的哈军工。1950年前苏联政府表示，如果中国政府提出要求，苏联愿意派出专家支援学校建设。冯仲云立即把这一情况向中央汇报，建议接受苏方提议，很快得到首肯。上个世纪50年代，哈工大从苏联26所著名高校相继聘请了80多名专家来校工作。1951年东北人民政府决定成立“东北招聘团”进关南下招聘有志青年来东三省工作。招聘团先后在上海、南京、杭州、北京、武汉、长沙为哈工大招来一批青年教师，其中包括黄文虎在内的许多优秀教师，他们都成为哈工大的“八百壮士”。
1951年，哈工大被中国确定为高等教育学习苏联经验的两所院校之一（另一所为中国人民大学）。1954年10月，哈工大成为高教部第一批确定的6所全国重点大学之一，1957年，已发展到7个系23个专业，基本上建设成为学习苏联教学制度的多科性工业大学。1958年，根据邓小平的指示和当时形势发展的需要，哈工大对专业设置进行了重大调整，创建了一批尖端专业，到1962年已基本完成由民到军的转变，形成门类齐全，学科互相配套的专业体系，成为为国防科技及国民经济建设服务的多科性大学。1959年拆分为哈尔滨工业大学、哈尔滨建筑工程学院和东北重型机械学院。
1966年开始的文化大革命，使哈工大正常教学科研秩序受到严重破坏。1969年10月林彪下达全军“一号战备”命令，哈工大的尖端专业必须立即内迁大三线。1969年12月20日国防科委传达上级指示：根据尖端集中、常规分散和三结合的原则。1969年12月30日，国防科委致函黑龙江省革命委员会与黑龙江省军区：“哈尔滨工业大学我们考虑到地方的需要和该校的实际情况，拟一分为二，将尖端专业和为尖端专业配套的专业及实习工厂，组成一个尖端教学单位内迁；民用专业留哈，归省革命委员会领导。”1970年1月12日军委办事组与总理办公室批示，哈工大部分专业与哈军工二系合并搬迁重庆，建立重庆工业大学（“重工大”），隶属于二机部，驻西南师范学院（“西师”）校区，西师搬迁至梁平县忠县的中学里办学；留哈部分合并哈尔滨电工学院、黑龙江工学院组建新的哈尔滨工业大学。二机部副部长李觉指定重庆工业大学核心领导小组组长王廉清（哈工大校务部部长），副组长李廉泉（哈工大政治部主任）、姜国华（哈军工二系主任）。1973年7月3日，一直没有招生的重庆工业大学等到了国务院、中央军委“国发(1973)79号文件”《关于重庆工业大学仍迁回哈尔滨的通知》，同意国务院科教组、国防科委关于重庆工业大学迁回哈尔滨与哈尔滨工业大学留省部分合并；原军工二系调长沙工学院的报告。调整后的哈工大暂由黑龙江省、国防科委双重领导；原黑龙江工学院、哈尔滨电工学院从哈工大分出，另建学校，由黑龙江省领导。

### 改开初期
1977年，恢复本科生招生；1978年，恢复研究生招生；1982年，开始招收博士研究生。1984年，再一次被列为全国重点建设的十五所院校之一。同年，成为全国首批试办研究生院的22所院校之一，标志着哈工大研究生教育进入了新的发展阶段。这是哈工大发展史上的一个重要的里程碑。1992年，创办哈工大高新技术园区，探索出一条“一校办区，一区补校，校区结合，一校两制”新的办学模式。
1995年4月，时任校长杨士勤和党委书记、教授吴林一同为水变油事件中的王洪成组织实验进行测试，“证实”了王洪成“水变油”的真实性并以哈工大的名义出具报告。
1996年成为首批进入“211工程”建设的院校之一。1996年，国家“863计划”实施10周年总结评估，承担项目数量、投入人数、获奖成果、获经费资助等指标的综合评价中，哈工大位居全国高校第二名。 1999年11月又成为国家按照世界知名的高水平大学目标重点建设的9所高校之一。

### 21世纪
近年来，哈尔滨工业大学在校师生及众校友为神舟号系列飞船的成功做出杰出贡献。2013年9月25日，哈尔滨工业大学研制的第三颗小卫星“快舟一号”卫星发射成功。
2003年11月，哈工大荣获中国载人航天工程协作贡献奖、突出贡献集体奖、突出贡献者奖，成为唯一一所同时荣获三项殊荣的高校。2004年4月，试验卫星一号胜利发射，这是继清华大学后中国第二颗自主研制的微小卫星。
2008年11月，中国航天科技集团公司-哈尔滨工业大学联合技术创新中心在哈工大科学园成立。2008年11月，哈尔滨工业大学研制的试验卫星三号胜利发射，将主要用于空间大气环境探测新技术试验。2009年8月22日，哈尔滨工业大学在日本東京舉行的「亞太廣播聯盟機械人大賽」中奪得冠軍。
在USNews发布的2014年全球大学排名中，哈尔滨工业大学首次进入工程学科领域全球前十。2014年11月21日14时37分，哈尔滨工业大学研制的第四颗小卫星“快舟二号”在中国酒泉卫星发射中心发射成功。2015年9月20日7时01分，由哈尔滨工业大学学生团队自主研发的“紫丁香二号”纳卫星在太原卫星发射中心成功发射。
2020年5月23日，美国商务部以支持中国军需物资采购为由，将哈尔滨工业大学等33家企业和组织列入美国《出口管制条例》实体清单。

## 教学机构

### 校区
1985年，经原航天工业部批准，哈尔滨工业大学在威海创办分校，2002年哈尔滨工业大学威海分校更名为哈尔滨工业大学（威海）。
2000年原哈尔滨工业大学、哈尔滨建筑大学合并，成立新的哈尔滨校区。
2002年2月，教育部正式批准设立“哈尔滨工业大学深圳研究生院”，实现了哈工大在哈尔滨、威海、深圳“一校三区”的战略格局，为中国首例。在此格局下，三校区之间的学科交叉互补设置，哈尔滨校区依托中国东北重工业基地，形成了航天、机械、材料、土木、环境、力学等国家重点学科，威海校区“立足海洋，服务国防”，形成了船舶、海洋、生物、汽车、信息、管理等重点学科、新兴学科和基础学科构成的学科体系；深圳校区依托中国南方和香港的经济发展优势，立足于深圳大学城，重点面向新技术开发、科技产业化和研究生培养。三大校区共同组成新的“大哈工大”并成为中国C9联盟中唯一隶属于工业和信息化部的中国国家顶尖高校，以实现建设世界一流理工大学的目标。
2017年10月26日，“哈尔滨工业大学（深圳）”经深圳市机构编制委员会批准正式成立。12月27日，“中共哈尔滨工业大学（深圳）委员会”经中共深圳市委组织部批准正式成立。
三校区独立设立录取计划，三校区师资、资源共享，各项要求严格统一，毕业生颁发相同的学历和学位证书。鉴于学生管理需要，威海校区的学生学籍放在山东以方便管理。哈工大在长期的办学过程中，形成了“规格严格，功夫到家”的校训，体现了哈工大对学生的严格要求。

### 院系设置
| - 航天学院 - 航天工程与力学系：工程力学、飞行器设计与工程、飞行器环境与生命保障工程、空间科学与技术、复合材料与工程 - 电子科学与技术系：电子科学与技术、电子信息科学与技术、光电信息科学与工程 - 控制科学与工程系：自动化、探测制导与控制技术 - 电子与信息工程学院 - 通信工程系：通信工程专业 - 电子工程系：电子信息工程专业 - 信息工程系：电子信息工程专业、信息对抗技术、遥感科学与技术 - 微波工程系：电磁场与微波工程专业 - 机电工程学院 - 机械工程及自动化系：机械设计制造及其自动化、工业设计、工业工程、飞行器制造工程 - 材料科学与工程学院 - 材料科学系：材料科学与工程 - 建筑材料系：材料科学与工程 - 材料物理与化学系：材料物理 - 材料工程系：材料成型及控制工程 - 焊接技术与工程系：焊接技术与工程、电子封装技术 - 能源科学与工程学院 - 能源与环境工程系：热能与动力工程、核反应堆工程 - 飞行器推进及流体动力系：热能与动力工程、飞行器动力工程 - 电气工程及自动化学院 - 电气工程系：电气工程及其自动化 - 仪器科学与工程学院 - 自动化测试与控制系：测控技术与仪器、光电信息工程 - 数学学院 - 数学系：数学与应用数学、信息与计算科学 - 物理学院 - 物理系：应用物理学、光信息科学与技术、核物理 | - 经济与管理学院 - 管理科学与工程系：信息管理与信息系统、电子商务 - 营造与房地产系：工程管理 - 工商管理系：工商管理、市场营销、旅游管理 - 金融与贸易系：金融学、国际经济与贸易（理科） - 会计系：会计学、财务管理 - 公共管理系 - 商学院 - 人文社科学部 - 哲学系：社会学（文科） - 经济系：国际经济与贸易（文科） - 法学（文科） - 外国语学院 - 英语系：英语 - 俄语系：俄语 - 日语系：日语 - 土木工程学院 - 土木工程系：土木工程、理论与应用力学 - 环境学院 - 市政工程系：给排水科学与工程 - 环境科学与工程系：环境工程、环境科学 - 建筑与设计学院 - 建筑系：建筑学 - 建筑热能工程系：建筑环境与设备工程 - 城市规划系：城市规划 - 风景园林系：风景园林 - 艺术设计系：艺术设计 - 数字媒体系：数字媒体技术、数字媒体技术 | - 交通科学与工程学院 - 道路与轨道工程系：道路桥梁与渡河工程 - 桥梁与隧道工程系：道路桥梁与渡河工程 - 交通运输工程系：交通工程、交通运输 - 计算学部 - 计算机科学与技术学院 - 计算机科学与工程系：计算机科学与技术、生物信息技术、信息安全 - 计算机基础系：计算机科学与技术、信息安全、生物信息技术 - 软件学院 - 人工智能学院 - 网络空间安全学院 - 马克思主义学院 - 化工与化学学院 - 化学系：材料化学、应用化学、核化工与核燃料工程 - 应用化学系：化学工程与工艺（电化学工程方向） - 高分子科学与工程系：高分子材料与工程 - 化学工艺系：化学工程与工艺（化学工艺方向） - 能源化工系：能源化学工程 - 催化科学与工程系 - 生物分子与化学工程系 - 生命科学和医学学部 - 生命科学与技术学院 - 生命科学与工程系：生物技术、生物工程 - 医学与健康学院 - 未来技术学院 - 创新创业学院 - 深圳国际设计学院 |

## 校园文化

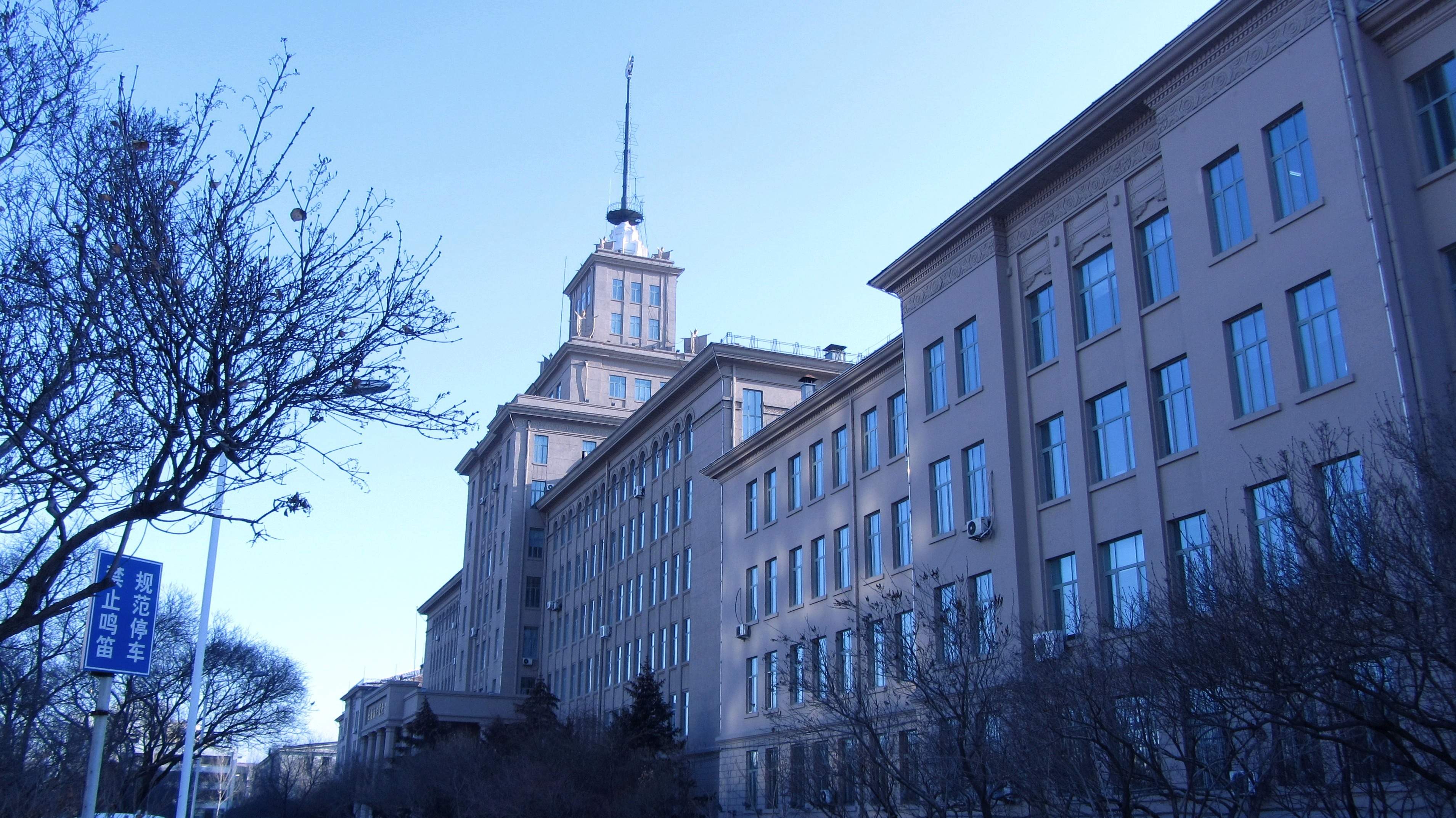
哈尔滨工业大学的主楼。

### 校训
哈工大的校训是“规格严格，功夫到家”。

### 校歌
校歌《哈工大之歌》，由哈工大校友、原文化部部长、全国政协常委刘忠德作词；全国政协委员，中央歌剧院院长刘锡津作曲。

### 校庆
每年的6月7日为哈尔滨工业大学的校庆日。

### 校部樓
哈工大校部樓建於1929年，位于哈爾濱复华二道街1号，是哈工大最古老的建築，也是是哈尔滨市一类保护建筑。
校部楼建原为学生宿舍，是哈工大历史上第一个“华生宿舍”，后来曾一度作为女生宿舍。1958年，哈工大的校部机关由土木楼搬樓，因而改名為“校部楼”。现人文社科与法学学院所在地。
校部楼共有三層高，下有半地下室，三层是带老虎窗的阁楼，外墙面有柱型浮雕装饰，属仿古典主义风格建筑。门前柱廊两边有草坪，这里曾是早期中共哈工大地下党组织活动的主要场所。

## 历任领导

### 历任校长
| 任次 | 姓名         | 到任日        | 退任日         | 前職                                       | 後職                                                    | 備註         |
| ---- | ------------ | ------------- | -------------- | ------------------------------------------ | ------------------------------------------------------- | ------------ |
| 1    | 宋小濂       | 1920年        | 1924年         |                                            |                                                         |              |
| 2    | 摄罗阔夫     | 1924年        | 1925年         |                                            |                                                         |              |
| 3    | 乌斯特鲁果夫 | 1925年        | 1928年         |                                            |                                                         |              |
| 4    | 张寰湘       | 1928年        | 1928年         |                                            |                                                         |              |
| 5    | 刘哲         | 1928年        | 1938年         | 兼任京师大学堂校长                         | 国民参政会参政员                                        |              |
| 6    | 刘梦庚       | 1933年        | 1935年         |                                            |                                                         |              |
| 7    | 王宇清       | 1935年        | 1937年         |                                            |                                                         |              |
| 8    | 铃木正雄     | 1937年        | 1945年         |                                            |                                                         |              |
| 9    | 奥哲夫       | 1945年        | 1947年         |                                            |                                                         |              |
| 10   | 谢德和       | 1947年        | 1949年         |                                            |                                                         |              |
| 11   | 冯仲云       | 1949年        | 1951年         |                                            | 北京图书馆馆长                                          |              |
| 12   | 陈康白       | 1951年        | 1953年         | 东北人民政府文化部副部长                   | 中国科学院秘书长                                        | 兼校党组书记 |
| 13   | 李昌         | 1953年        | 1964年         | 中央人民政府扫盲工作委员会副主任、党组书记 | 国务院对外文化联络委员会副主任 兼北京第二外国语学院院长 | 兼校党委书记 |
| 14   | 高铁         | 1965年        | 1977年         |                                            |                                                         |              |
| 15   | 吕学坡       | 1977年        | 1977年         |                                            |                                                         |              |
| 16   | 刘德本       | 1978年        | 1980年10月21日 | 哈尔滨师范学院党委副书记、革委会副主任     | 病逝于任上                                              |              |
| 17   | 黄文虎       | 1983年        | 1985年         | 哈尔滨工业大学副校长                       | 哈尔滨工业大学研究生院院长                              |              |
| 18   | 杨士勤       | 1985年        | 2002年         | 哈尔滨工业大学金属材料及工艺系副主任       |                                                         |              |
| 19   | 王树国       | 2002年3月     | 2014年4月      | 黑龙江省科学技术厅厅长、党组书记           | 西安交通大学校长、党委常委                              |              |
| 20   | 周玉         | 2014年6月13日 | 2021年7月15日  | 哈尔滨工业大学党委常委、副校长             | 哈尔滨工业大学（深圳）校长                              |              |
| 21   | 韩杰才       | 2021年7月15日 | 至今           | 哈尔滨工业大学党委常委、常务副校长         |                                                         |              |

### 历任党委书记
| 任次 | 姓名   | 到任日         | 退任日         | 前職                           | 後職                       | 備註       |
| ---- | ------ | -------------- | -------------- | ------------------------------ | -------------------------- | ---------- |
| 1    | 陈康白 | 1951年         | 1953年10月     | 东北人民政府文化部副部长       | 中国科学院秘书长           | 任党组书记 |
| 2    | 李昌   | 1953年         | 1964年         |                                |                            |            |
| 3    | 李瑞   | 1978年         | 1983年         |                                |                            |            |
| 4    | 李东光 | 1983年         | 1985年         |                                |                            |            |
| 5    | 姜以宏 | 1985年3月      | 1992年10月     | 哈尔滨工业大学副校长、党委常委 |                            |            |
| 6    | 吴林   | 1992年         | 1998年         |                                |                            |            |
| 7    | 李生   | 1998年         | 2004年         |                                |                            |            |
| 8    | 郭大成 | 2004年8月2日   | 2008年2月22日  | 北京理工大学党委常务副书记     | 北京理工大学党委书记       |            |
| 9    | 王树权 | 2008年2月      | 2019年12月31日 | 哈尔滨工程大学党委书记         |                            |            |
| 10   | 熊四皓 | 2019年12月31日 | 2024年10月     | 哈尔滨工业大学党委常务副书记   | 中華人民共和國教育部副部長 |            |
| 11   | 陈杰   | 2024年11月13日 | 至今           | 中華人民共和國教育部副部長     | 哈尔滨工业大学党委书记     |            |

## 教师队伍
截至2021年3月4日，哈尔滨工业大学（本部）教师队伍：专任教师2978人；正高职1079人；副高职1288人；在岗博士生指导教师1481人。
学校现有教师队伍中，有两院院士39人，入选国家级教学名师9人，“长江学者”特聘教授52人、青年学者19人，国家杰出青年科学基金获得者53人，国家自然基金委优秀青年基金获得者49人，国家“万人计划”领军人才46人、青年拔尖人才23人，“百千万人才工程”国家级人选32人，“973计划”首席科学家12人，创新人才推进计划40人；国家自然科学基金委创新群体7个，教育部科技创新团队12个，科技部重点领域创新团队5个，国家级教学团队6个，工信部研究型教学创新团队4个。
截至2020年3月，哈尔滨工业大学（威海）教师队伍：专职教师543人，教授99人，副教授225人，博士生导师82人。
截至2020年3月，哈尔滨工业大学（深圳）教师队伍：全职教师400余人，兼职教师150余人。

## 国际合作
2011年，学校参与建立中俄工科大学联盟，并成为中方常设秘书处所在地。
哈工大与俄罗斯圣彼得堡国立大学于2018年的视频会议上确定了联合校园的建设计划。
2019年，学校与莫斯科鲍曼国立技术大学共同成立哈工大鲍曼工学院。